# Heinkel

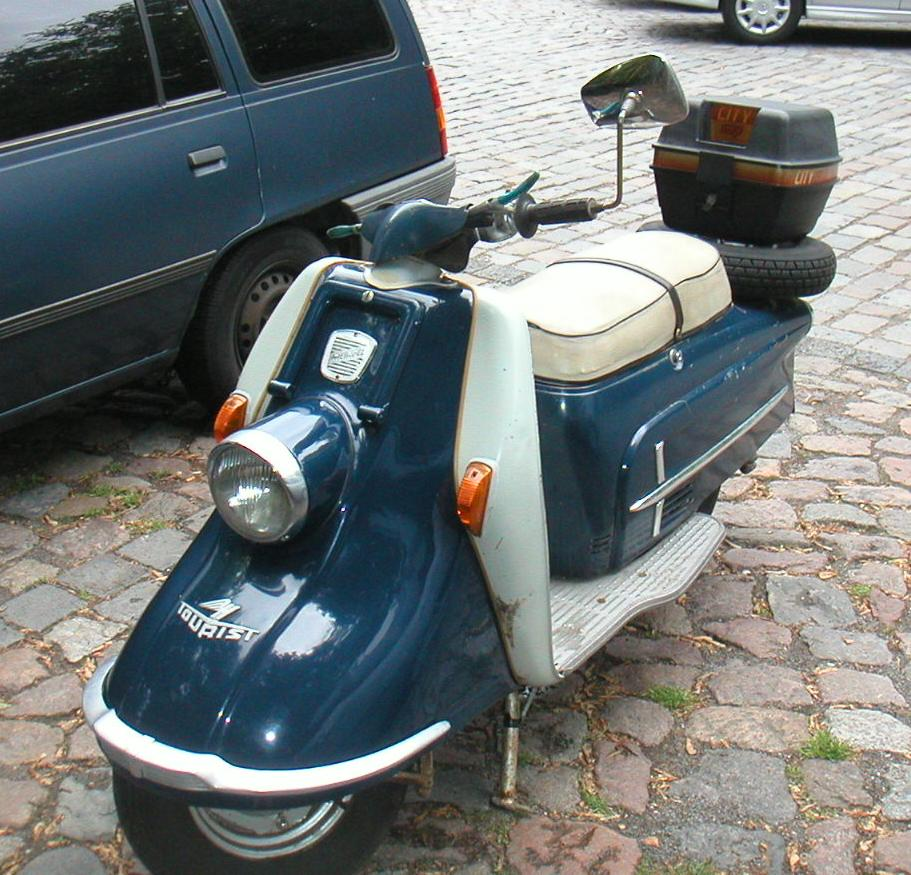
Heinkel Tourist.

Heinkel, egentligen Ernst Heinkel Flugzeugwerke A.G., var en betydande flygplanstillverkare i Rostock, Tyskland.

## Historia
Ernst Heinkel grundade 1922 Heinkelverken i Warnemünde, Rostock. Heinkelverken fick stor betydelse för Rostocks industrialisering och bidrog starkt till stadens framväxt till storstad. 
Heinkelverken var en viktig del av Nazitysklands rustningsindustri vilket ledde till allierade bombningar av fabrikerna och Rostock under andra världskriget. År 1945 hade Heinkelverken 55 000 anställda varav 17 000 var tvångsarbetare. I samband med att Sovjetunionen tog kontroll över Rostock och Heinkelverken, nedmonterades den utrustning som fanns kvar och transporterades till Sovjetunionen som krigsskadestånd. Fabrikshallarna sprängdes. 
Efter andra världskriget började Heinkel med tillverkning av mopeder och motorer. Även en scooter (Heinkel Tourist) och en mikrobil (Heinkel Kabine) tillverkades.  
1964 gick företaget upp i Vereinigte Flugtechnische Werke (VFW) tillsammans med Weserflug och Focke-Wulf.